# Espinaler
Espinaler és una empresa catalana dedicada a l'alimentació en conserves. El seu producte més popular és la Salsa espinaler, que es fa servir per amanir els productes propis del vermut. L'empresa, de tradició familiar, va per la quarta generació de taverners.

## Història
L'empresa va ser fundada a Vilassar de Mar, a la Taverna Espinaler, oberta el 1896 per Miquel Riera i Prat i només se servien gots de vi. El 1946 el net del fundador, Joan Tapias, va agafar les regnes del negoci i va començar a vendre vermut i conserves. Fou la seva dona, Ventureta Roldós, qui va crear la coneguda Salsa Espinaler el 1950 i que els va permetre expandir el seu negoci més enllà de la pròpia taverna. L'actual gerent, Miquel Tapias, va agafar el negoci el 1970 i va donar-li una nova embranzida embotellant i distribuint el producte arreu. Amb els anys van arribar a comercialitzar els seus productes bàsicament per tot el territori català, fins que el 2004 van iniciar una expansió estatal. El 2012 van començar a exportar a nivell europeu i actualment (2015) també distribueixen producte a l'Àsia (Tòquio i Hong Kong) i als Estats Units. En total tenen unes 150 referències de productes en el seu catàleg, dividits en les marques comercials Espinaler i Pepus. A Catalunya, tenen tres tavernes-botigues: dues a Vilassar de Mar i una a Badalona. A Barcelona, l'empresa ha cedit la seva imatge a un local ubicat al carrer Gran de Gràcia.